# Review of Economics
Review of Economics. Jahrbuch für Wirtschaftswissenschaften ist eine wirtschaftswissenschaftliche Fachzeitschrift. Sie präsentiert den aktuellen Stand der wissenschaftlichen Forschung aus den Bereichen Volkswirtschaftslehre und Volkswirtschaftstheorie. Die Redaktion leitet Michael Berlemann. Bis Jahrgang 62 (2011) erschien das Jahrbuch im Verlag Vandenhoeck & Ruprecht in Göttingen und wurde vom Verlag Lucius & Lucius in Stuttgart übernommen. Zu dieser Zeit trug sie noch den Titel Jahrbuch für Wirtschaftswissenschaften. Review of Economics. Seit 2016 erscheint die Zeitschrift im Verlag Walter de Gruyter; nun steht der englische Titel am Anfang und der deutsche wurde zum Untertitel. Während früher deutsche und englische Beiträge erschienen, sind es in den letzten Jahren ausschließlich englische.